# حزب آدکواد
حزب آدکواد (ارمنی: Ադեկվադ، ت. «Adekvad») یک حزب سیاسی راست افراطی در ارمنستان است.

## تاریخچه
این حزب در ۷ سپتامبر ۲۰۱۹ تأسیس شد. اگرچه حزب در هیچ انتخاباتی به طور مستقیم شرکت نکرده است اما پس از پیروزی نیکول پاشینیان در انتخابات پارلمانی ۲۰۱۸ ارمنستان، با موفقیت او مخالفت کرد. یکی از اعضای برجسته حزب، آرتور دانیلیان، پیشتر از متحدان پاشینیان و استراتژیست حزب قرارداد مدنی نخست‌وزیر بود. دانیلیان اظهار داشت که به دلیل اختلافات فلسفی با پاشینیان از حزب جدا شده است. این حزب در حال حاضر به عنوان یک نیروی خارج از پارلمان فعالیت می‌کند.

## ایدئولوژی
حزب، دولت نیکول پاشینیان را تهدیدی برای هویت و ارزش‌های ارمنستان معرفی کرده است. این حزب ضد جهانی‌سازی، ضد غرب‌گرایی و ضد لیبرال است، با ازدواج همجنس‌گرایان، حقوق دگرباشان جنسی و مهاجرت کنترل‌نشده مخالف است و هرگونه فعالیت بنیادهای جامعه باز در کشور را مردود می‌داند. آرتور دانیلیان معتقد است که جورج سوروس از زمان نخست‌وزیری نیکول پاشینیان از او حمایت کرده است. این حزب خود را به عنوان یک نیروی سیاسی جایگزین معرفی کرده و خود را با حزب آلترناتیو برای آلمان مقایسه کرده است.
با وجود مواضع محافظه‌کاری اجتماعی حزب، این حزب به حمایت از برخی سیاست‌های چادر بزرگ، سیاست هم‌زمانی و چپ‌گرایی، به‌ویژه در زمینه اقتصاد، بهداشت و آموزش شناخته می‌شود. حزب از یک اقتصاد برنامه‌ریزی‌شده و حمایت‌گرایی اقتصادی پشتیبانی می‌کند و با سرمایه‌داری افراطی مخالف است. این حزب باور دارد که مراقبت‌های بهداشتی و آموزش باکیفیت باید برای همه شهروندان ارمنی به‌صورت جهانی قابل‌دسترس باشد.
در زمینه سیاست خارجی، دانیلیان خواستار روابط نزدیک‌تر با روسیه، ایران و کشورهای اروپایی (خارج از ساختار اتحادیه اروپا) شده است. این حزب به شدت اروپامحور است و اظهار داشته که حزب آدکواد آماده پیوستن به یک ائتلاف راست‌گرای اروپایی خواهد بود. دانیلیان بیان کرده است: «ما اطمینان حاصل خواهیم کرد که کشورهای اروپایی بتوانند از افساری که آمریکا پس از جنگ جهانی دوم به آنها تحمیل کرده، رها شوند. کشورهای اروپایی باید با روسیه یک اتحاد پایدار ایجاد کنند.» در همین حال، شورای آتلانتیک حزب را به توطئه با روسیه و کنترل مستقیم توسط عوامل خارجی روسی متهم کرده است.
علاوه بر این، حزب خواستار افزایش نرخ تولد، حمایت از فعالیت‌های کلیسای حواری ارمنی است و معتقد است که دولت باید با کنترل سود در بازارهای مشروبات الکلی، تنباکو و صنعت قمار، محافظه‌کاری مالی را رعایت کند.

## فعالیت‌ها
در ژوئن ۲۰۱۹، پلیس ایروان آرتور دانیلیان را به دلیل تهدید به خشونت فیزیکی علیه نخست‌وزیر نیکول پاشینیان بازداشت کرد.
در ۱ مه ۲۰۲۰، دانیلیان در یک درگیری فیزیکی با معاون رئیس مجلس ملی، آلن سیمونیان، درگیر شد. این درگیری پس از آن رخ داد که دانیلیان سیمونیان را با الفاظ جنسی و توهین‌های همجنس‌گرایانه مورد اهانت قرار داد.
در ژوئن ۲۰۲۰، این حزب تجمعی در مقابل سفارت ایالات متحده در ایروان برگزار کرد و علیه دخالت آمریکا در امور داخلی ارمنستان اعتراض کرد. در جریان این اعتراض، ۲۰ عضو حزب به دلیل نافرمانی مدنی بازداشت شدند. در ژوئیه ۲۰۲۰، آرتور دانیلیان به اتهام اراذل و اوباشی تحت پیگرد قانونی قرار گرفت.
در ۱۵ نوامبر ۲۰۲۰، دانیلیان به همراه چندین عضو دیگر حزب به دلیل برنامه‌ریزی برای حمله به نیکول پاشینیان توسط پلیس بازداشت شدند.
پس از بحران سیاسی ارمنستان ۲۰۲۱، دانیلیان توسط سرویس امنیت ملی برای بازجویی در رابطه با مشارکت احتمالی در یک سوءقصد علیه پاشینیان، که توسط چندین عضو جنبش نجات میهن سازماندهی شده بود، احضار شد. دانیلیان بعدها با حکم دادگاه از بازداشت آزاد شد.